# Abenójar
Abenójar es un municipio y localidad española de la provincia de Ciudad Real, en la comunidad autónoma de Castilla-La Mancha. El término municipal tiene una población de 1324 habitantes (INE 2024).

## Geografía
| Núcleo                | Coordenadas                     | Población | Distancia |
| --------------------- | ------------------------------- | --------- | --------- |
| Abenójar              | 38°52′N 4°21′O / 38.867, -4.350 | 1146      |           |
| Fontanosas            | 38°45′N 4°32′O / 38.750, -4.533 | 78        | 23.4 km   |
| Navalmedio de Morales | 38°50′N 4°32′O / 38.833, -4.533 | 90        | 7.2 km    |
| Municipio             |                                 | 1314      |           |

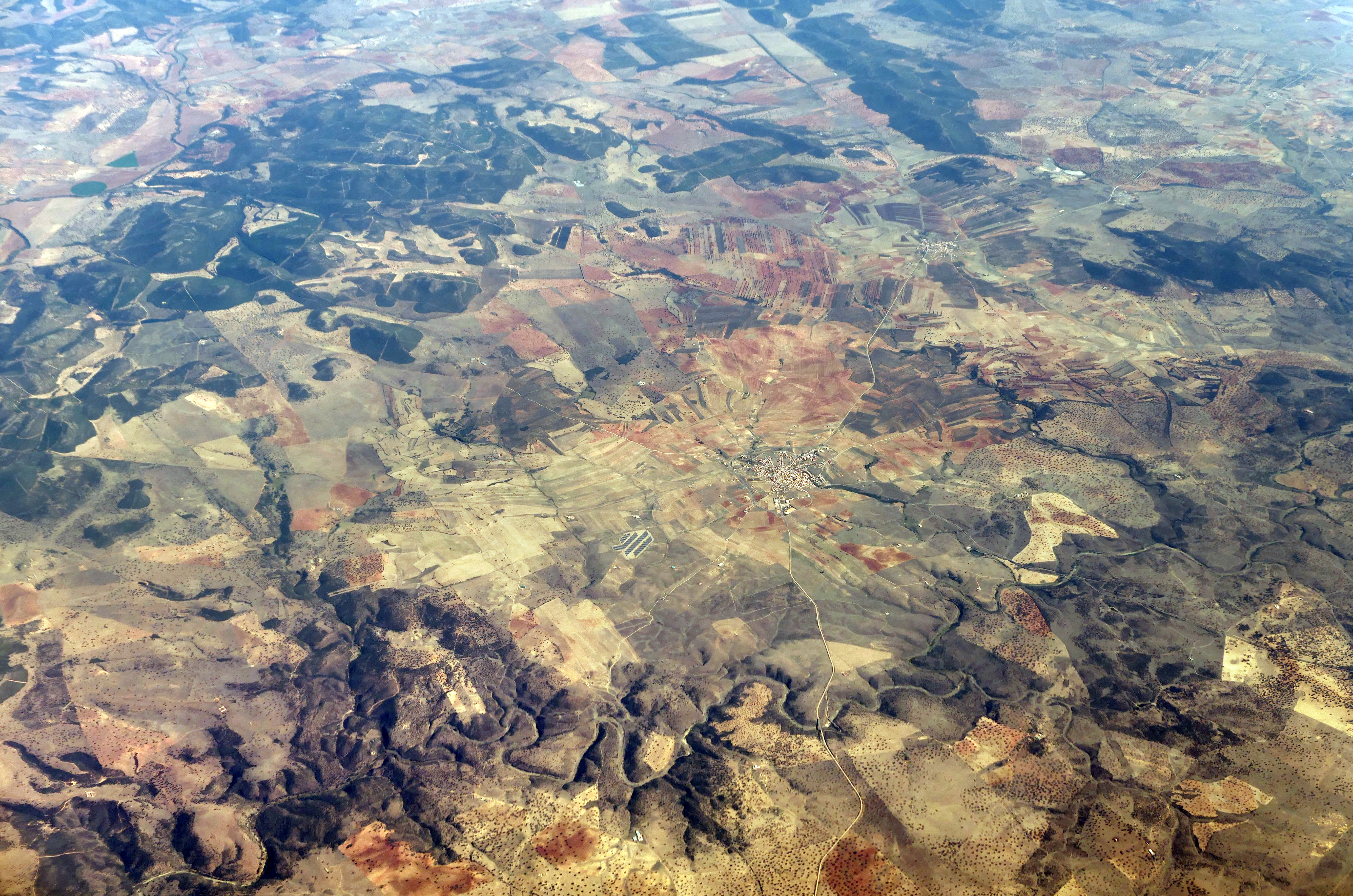
Vista aérea

El término municipal tiene 42 343 ha, y está situado en su mayor parte en el valle del río Tirteafuera, afluente del Guadiana y parte en la cuenca del arroyo Quejigales afluente del río Valdeazogues. El núcleo central se encuentra a una altitud de 612 m sobre el nivel del mar. En el término municipal se encuentra el monumento natural de la laguna volcánica de Michos, además de la cueva de los Muñecos.
Se encuentra al oeste del Campo de Calatrava, entre los Montes de Toledo y el Valle de Alcudia. Limita con los términos de Saceruela y Luciana al norte, Los Pozuelos de Calatrava y Cabezarados al este, Almodóvar del Campo al sur, y Almadén y Almadenejos al oeste.
El acceso por carretera se puede realizar por la comarcal C-424 que une Puertollano con Almadén, la carretera local de Saceruela, la carretera local de Los Pozuelos de Calatrava (que no es muy recomendable debido al mal estado de la misma) y la comarcal C-403 que debería llegar a Luciana pero aún[¿cuándo?] no se ha terminado.

## Demografía
Abenójar cuenta con una población de 1324 habitantes (INE 2024).
| Gráfica de evolución demográfica de Abenójar entre 1842 y 2021                                                      |
| |
| Población de derecho según los censos de población del INE Población de hecho según los censos de población del INE |

## Administración y política

### Listado de alcaldes desde 1979
| Nombre                          | Lista     | Fecha de posesión   | Fecha de baja       |
| ------------------------------- | --------- | ------------------- | ------------------- |
| Manuel Muñoz Muñoz              | PSCM-PSOE | 19 de abril de 1979 | 23 de mayo de 1983  |
| Manuel Muñoz Muñoz              | PSCM-PSOE | 23 de mayo de 1983  | 30 de junio de 1987 |
| Jesús Antonio Fernández Jiménez | AP        | 30 de junio de 1987 | 15 de junio de 1991 |
| Manuel Muñoz Muñoz              | PSCM-PSOE | 15 de junio de 1991 | 17 de junio de 1995 |
| Jesús Antonio Fernández Jiménez | PP-CLM    | 17 de junio de 1995 | 3 de julio de 1999  |
| Manuel Muñoz Muñoz              | PSCM-PSOE | 3 de julio de 1999  | 14 de junio de 2003 |
| Emilio Moreno Chillarón         | PSCM-PSOE | 14 de junio de 2003 | 16 de junio de 2007 |
| Damián García Bravo             | PP-CLM    | 16 de junio de 2007 | 11 de junio de 2011 |
| Rosa María Pasamontes García    | PSCM-PSOE | 11 de junio de 2011 | 13 de junio de 2015 |
| Verónica García Sánchez         | PP-CLM    | 13 de junio de 2015 | 15 de junio de 2019 |
| Verónica García Sánchez         | PP-CLM    | 15 de junio de 2019 | 17 de junio de 2023 |

### Composición del ayuntamiento por legislatura
1979-1983
| Lista     | N.⁰ de concejales |
| --------- | ----------------- |
| PSCM-PSOE | 6                 |
| UCD       | 5                 |
| Total     | 11                |

1983-1987
| Lista     | N.⁰ de concejales |
| --------- | ----------------- |
| PSCM-PSOE | 5                 |
| AP-PDP-UL | 3                 |
| API       | 1                 |
| Total     | 11                |

1987-1991
| Lista     | N.⁰ de concejales |
| --------- | ----------------- |
| PSCM-PSOE | 5                 |
| AP        | 5                 |
| CDS       | 1                 |
| Total     | 11                |

1991-1995
| Lista     | N.⁰ de concejales |
| --------- | ----------------- |
| PSCM-PSOE | 6                 |
| PP-CLM    | 5                 |
| Total     | 11                |

1995-1999
| Lista     | N.⁰ de concejales |
| --------- | ----------------- |
| PP-CLM    | 5                 |
| PSCM-PSOE | 4                 |
| Total     | 9                 |

1999-2003
| Lista     | N.⁰ de concejales |
| --------- | ----------------- |
| PSCM-PSOE | 5                 |
| PP-CLM    | 4                 |
| Total     | 9                 |

2003-2007
| Lista     | N.⁰ de concejales |
| --------- | ----------------- |
| PSCM-PSOE | 5                 |
| PP-CLM    | 4                 |
| Total     | 9                 |

2007-2011
| Lista     | N.⁰ de concejales |
| --------- | ----------------- |
| PP-CLM    | 5                 |
| PSCM-PSOE | 4                 |
| Total     | 9                 |

2011-2015
| Lista     | N.⁰ de concejales |
| --------- | ----------------- |
| PSCM-PSOE | 5                 |
| PP-CLM    | 4                 |
| Total     | 9                 |

2015-2019
| Lista     | N.⁰ de concejales |
| --------- | ----------------- |
| PP-CLM    | 5                 |
| PSCM-PSOE | 4                 |
| Total     | 9                 |

2019-2023
| Lista     | N.⁰ de concejales |
| --------- | ----------------- |
| PP-CLM    | 6                 |
| PSCM-PSOE | 3                 |
| Total     | 9                 |

## Patrimonio

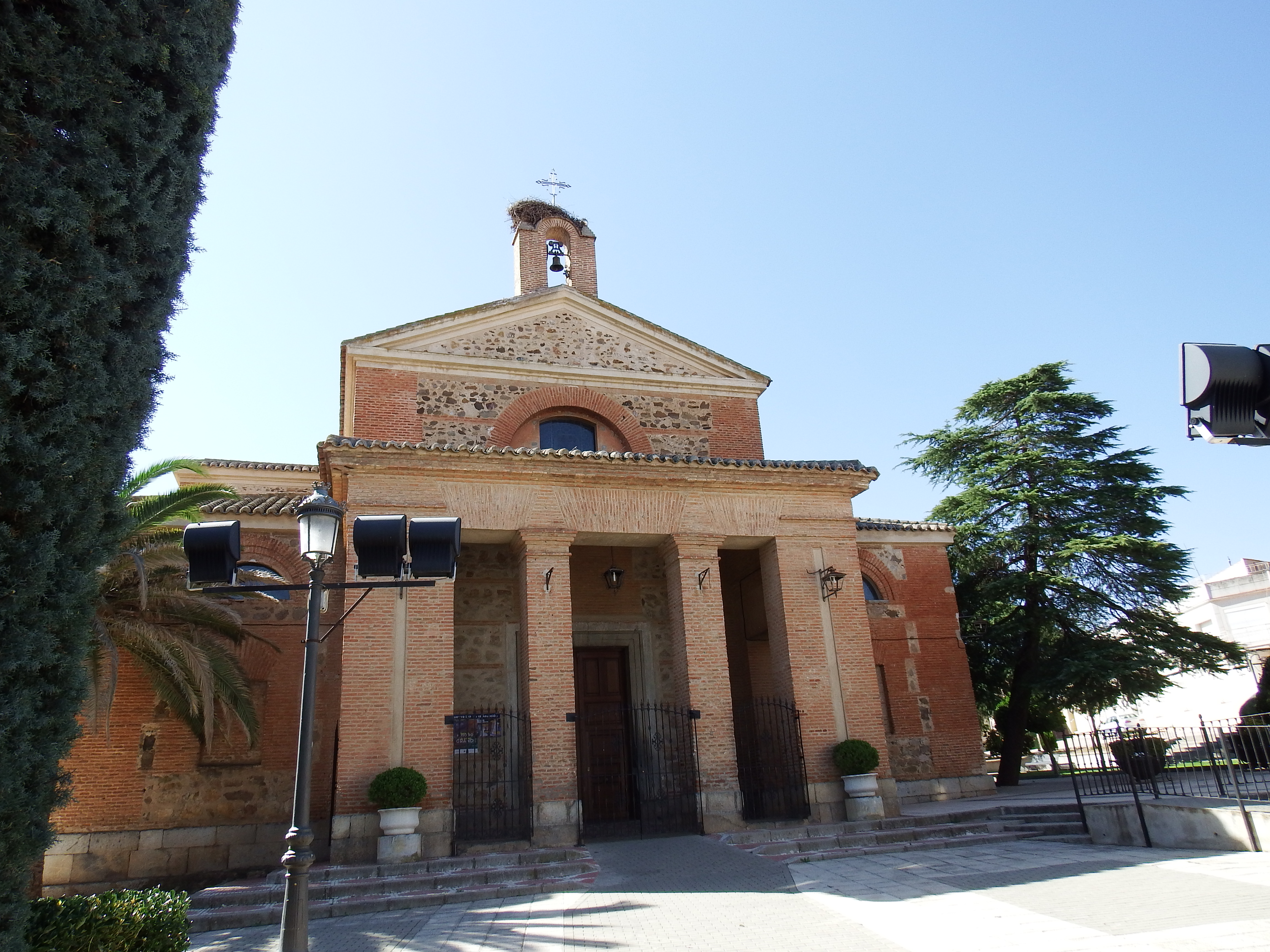
Iglesia de Nuestra Señora de la Asunción

En la localidad se encuentra una iglesia bajo la advocación de Nuestra Señora de la Asunción.

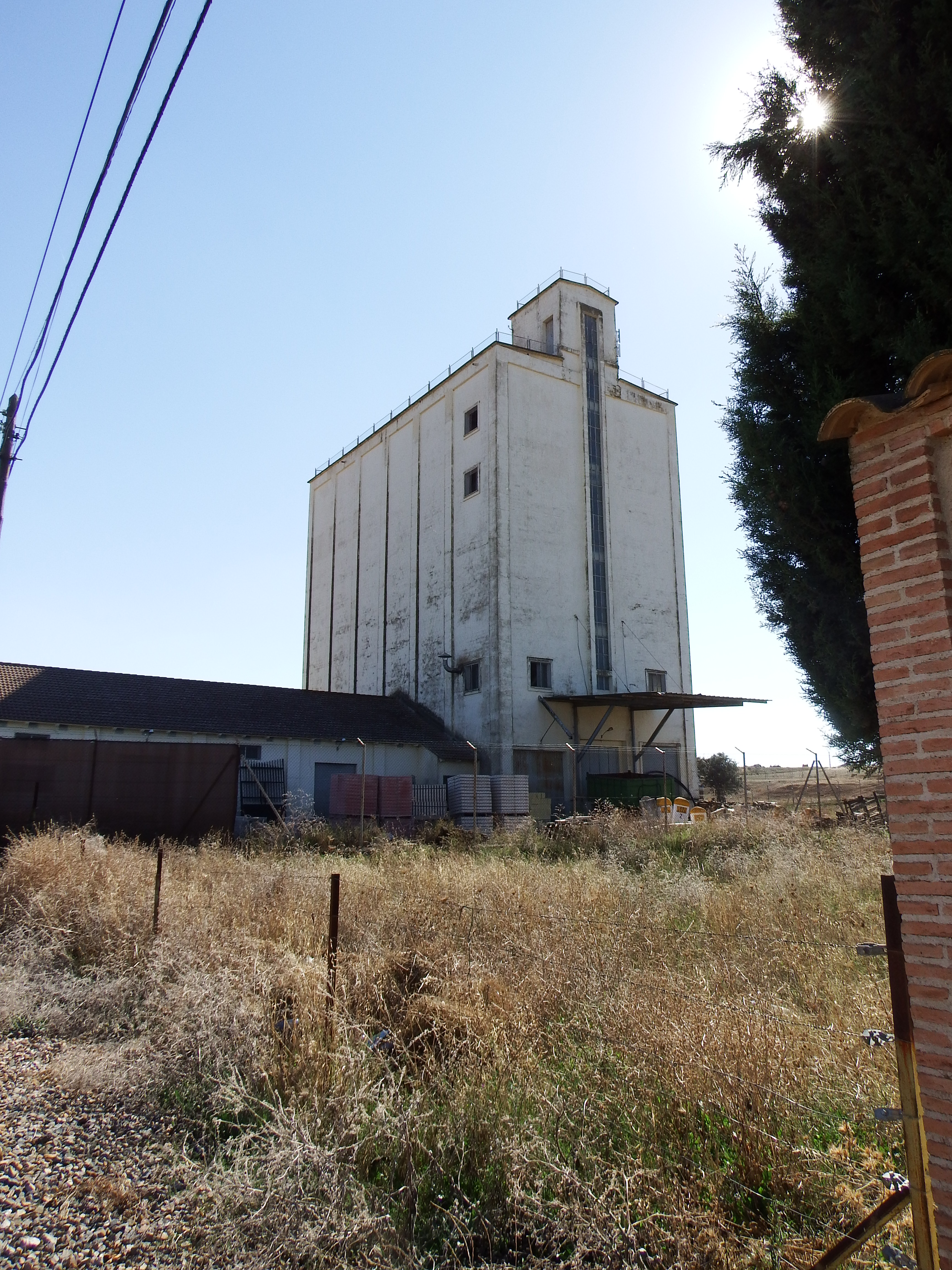
Silo de Abenójar